# Десять доларів США (банкнота)
Десять доларів США — номінал банкноти Сполучених Штатів Америки. 
В даний час на лицьовій стороні банкноти присутній портрет першого міністра фінансів США - Александра Гамільтона, на зворотному ж будівля міністерства фінансів США. Всі банкноти, що використовуються на даний момент, випущені Федеральною резервною системою.

## Зовнішній вигляд
В даний час в обігу знаходяться банкноти серій 1996-2009, розміром 155,956 на 66,294 мм (6,14 на 2,61 дюймів), зносостійкість близько 18 місяців.
Трохи правіше від центру зображений портрет першого міністра США Александра Гамільтона (попри те, що на відміну від інших осіб, зображених на купюрах США, Гамільтон, поряд з Бенджаміном Франкліном, не був президентом США). По обидва боки розташовуються печатки: федеральної резервної системи і міністерства фінансів США. На фоні присутнє зображення смолоскипа Статуї Свободи. Основний вид зворотного боку банкноти займає будівля міністерства фінансів з відповідним підписом «US Treasury».
17 червня 2015 року міністр фінансів Джейкоб Лью заявив, що до 2020 року на лицьовій стороні переробленої банкноти буде присутній жіночий портрет. Але 20 квітня 2016 року було оголошено, що Александер Гамільтон залишиться основним обличчям купюри, що частково пояснюється несподіваною популярністю першого міністра фінансів після успіху Бродвейського мюзиклу «Гамільтон». Також було оголошено, що портрет Гаррієт Табмен з'явиться на купюрі 20 доларів США, натомість портрет Ендрю Джексона перенесеться на зворотній бік поруч із Білим домом. 

Варіанти банкнот
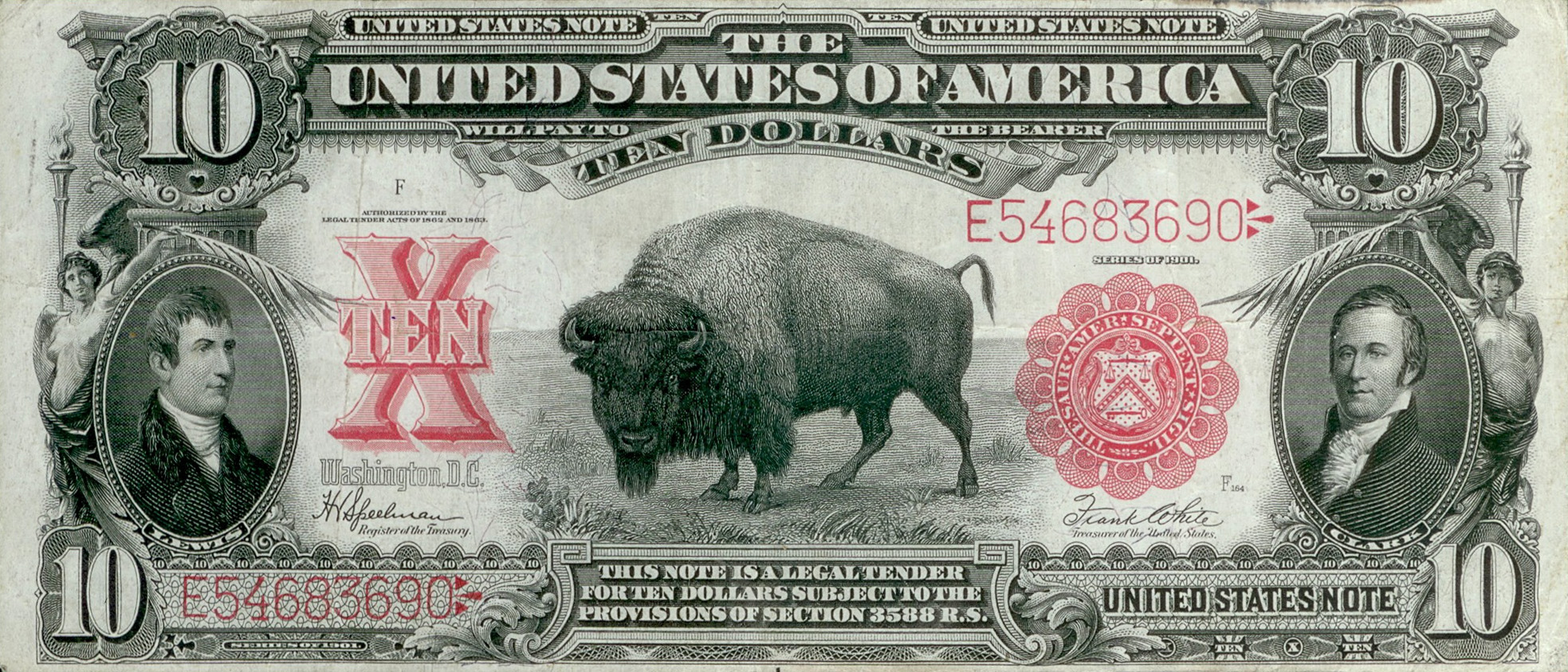
1901 рік
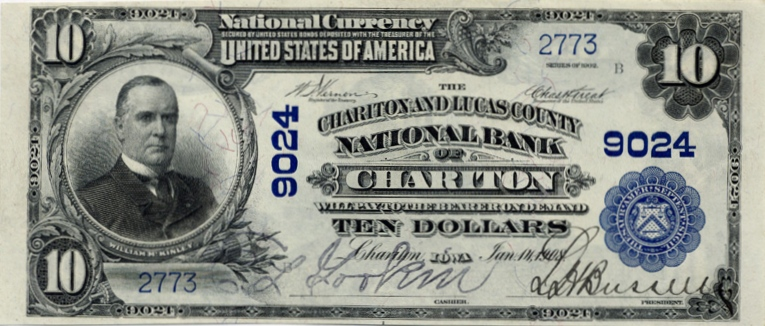
1901 рік, портрет Вільяма Мак-Кінлі
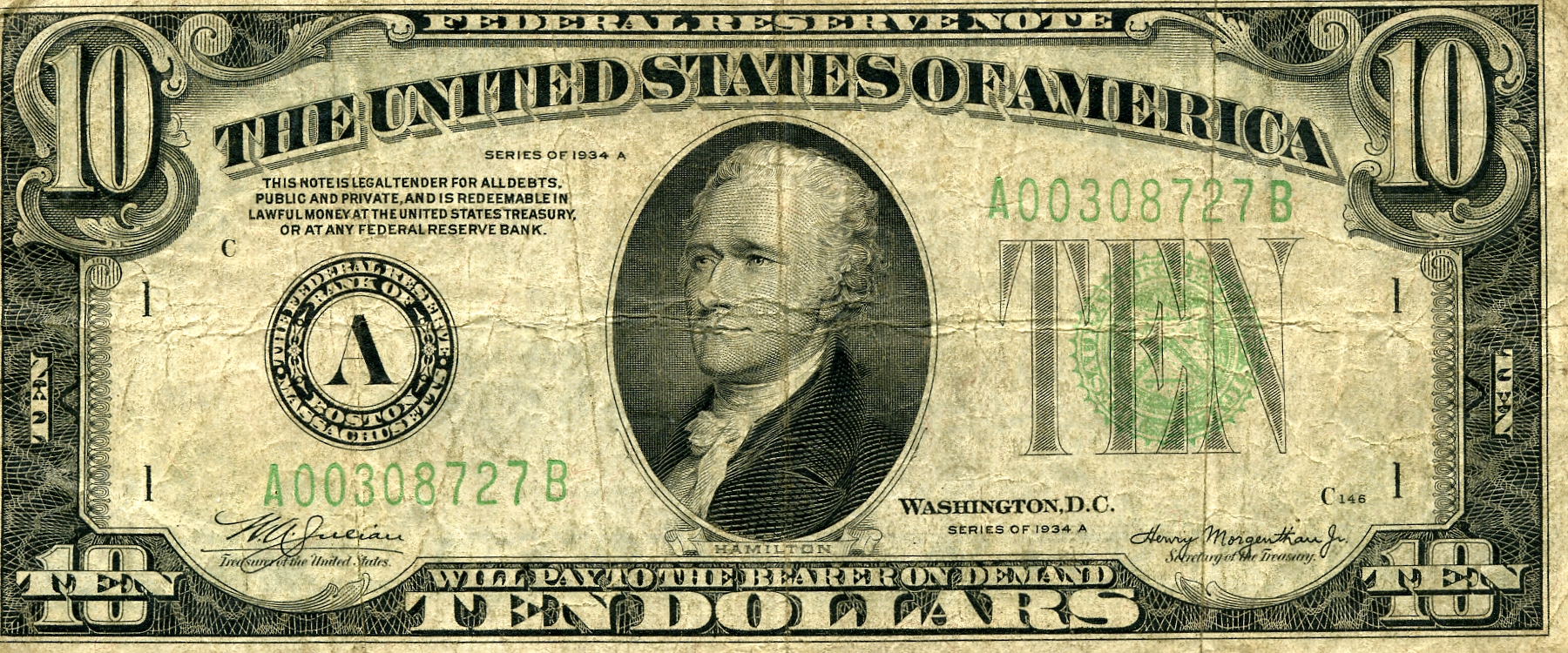
1934 рік
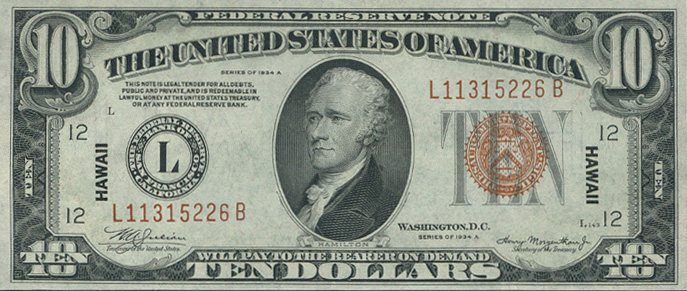
1942 рік
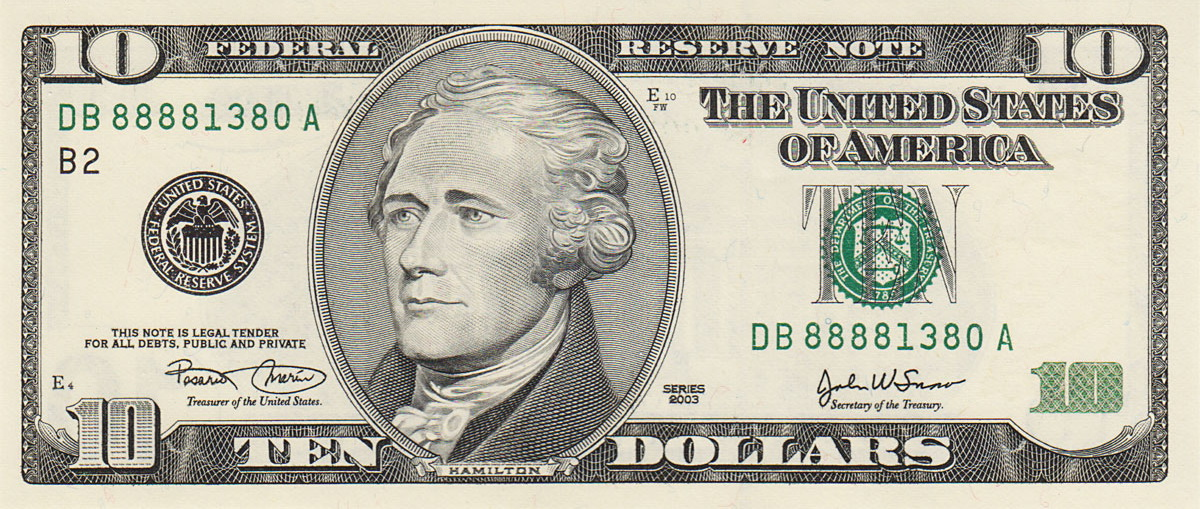
2003 рік
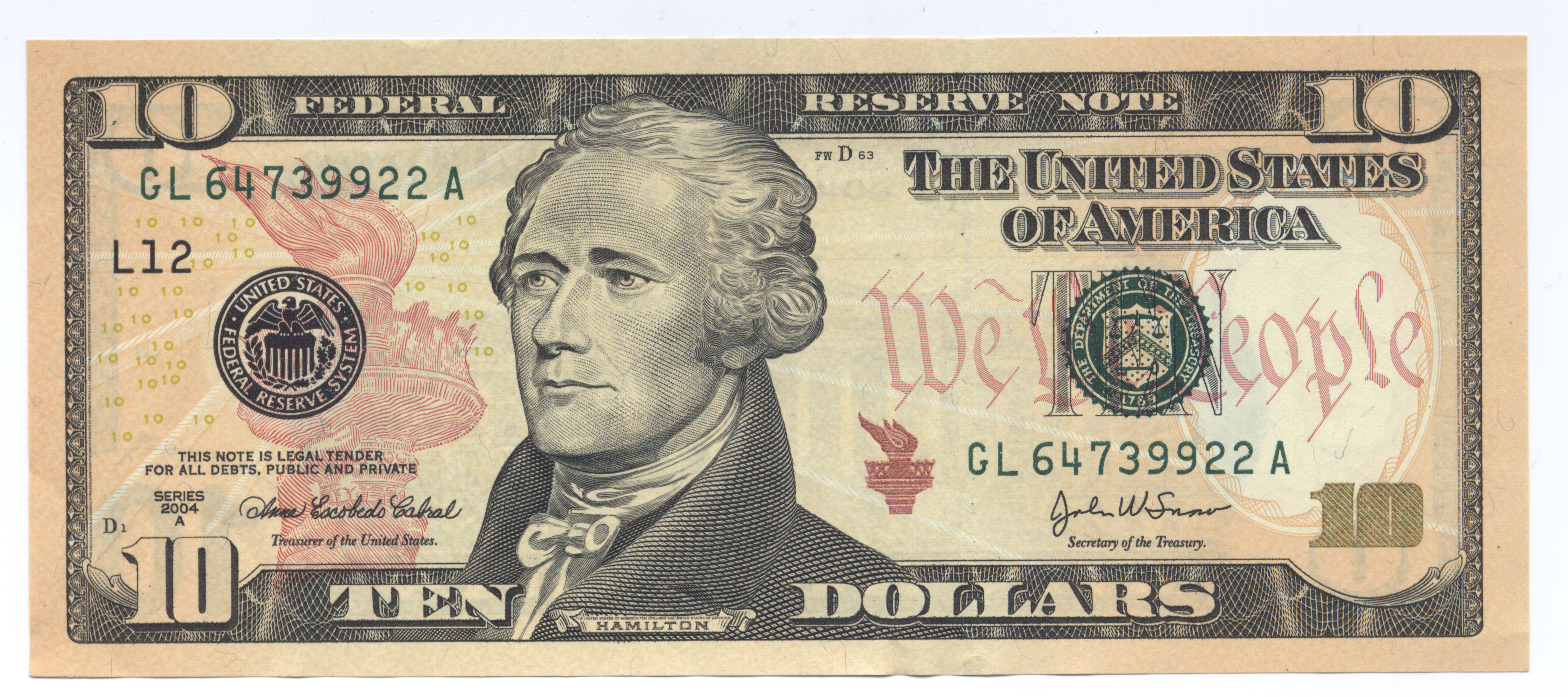
2006 рік